# Закон Янте
Зако́н Я́нте (дан. janteloven; норв. jantelova чи норв. janteloven; швед. jantelagen) — усталений вираз, який характеризує особливу скандинавську модель групової поведінки, за якою особисті успіхи та досягнення сприймаються негативно і критикуються як нічого не варті та неприйнятні.
Концепція «Закону Янте» сформульована дансько-норвезьким письменником Акселем Сандемусе у романі «Втікач перетинає свій слід» (1933) у вигляді десяти правил, згідно з якими суспільство не визнає право своїх членів на індивідуальність.
Дія роману відбувається на початку XX століття у вигаданому данському місті Янте — типовому малому населеному пункті, де усі знають одне одного. Місто здебільшого населене робітниками, головною чеснотою для яких є соціальна рівність, що підтримується набором неписаних правил, будь-яке намагання порушити які карається суспільною зневагою. Прототипом Янте було його рідне місто письменника Нюкебінґ.
Зазвичай, вираз використовується у розмовній мові як соціологічний термін, який описує негативне ставлення до індивідуальності і успіху у Швеції та інших країнах Скандинавії, термін пов’язується з ментальністю, яка заперечує індивідуальні прагнення і переміщує усі акценти на колективне, перешкоджаючи тим, хто виділяється досягненнями.

## Визначення

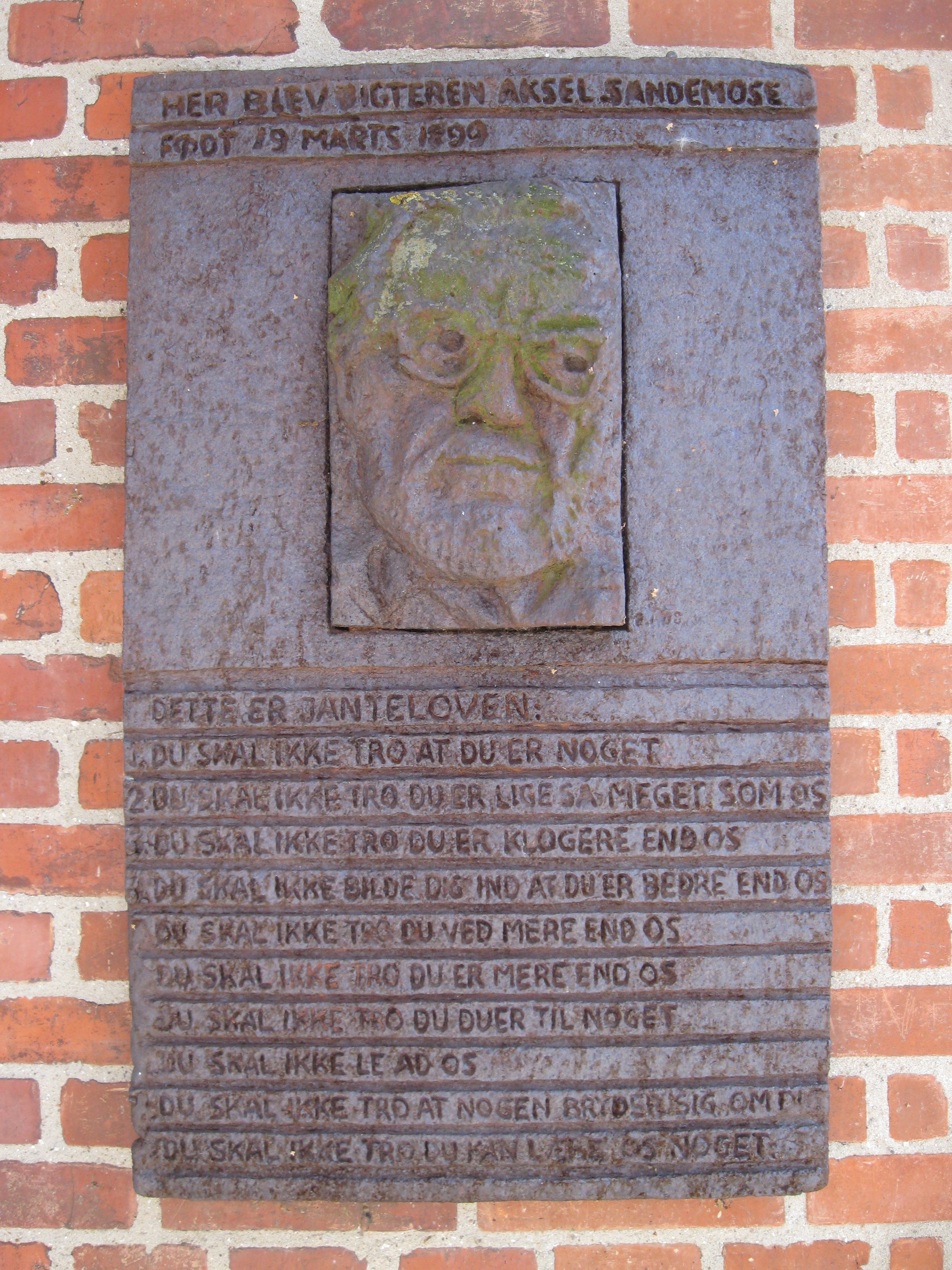
Закон Янте на пропам’ятній дошці в рідному місті Акселя Сандемусе Нюкебінґ-Морс

Сандемусе сформулював десять правил закону, які є експресивними варіаціями на єдину тему: «Не думай, що ти особливий чи кращий за нас».
1. Не думай, що ти щось особливе
2. Не думай, що ти нам рівня
3. Не думай, що ти розумніший, ніж ми
4. Не обманюй себе тим, що ти кращий, ніж ми
5. Не думай, що ти знаєш більше, ніж ми
6. Не думай, що ти важливіший, ніж ми
7. Не думай, що ти на щось здатен
8. Не смій насміхатися з нас
9. Не думай, що ти комусь потрібен
10. Не думай, що ти можеш нас чогось навчити

Одинадцяте правило згадується в романі у формі питання:
1. Чи не думав ти, що ми знаємо дещо про тебе?

У книзі мешканці Янте ставляться до порушників цього «закону» з підозрою і дещо вороже, оскільки громада містечка підтримує таким чином гармонію, соціальну стабільність та одноманітність.

## Зв’язок з іншими культурами
Скандинавському «закону Янте» близькі такі соціальні феномени: 
- Синдром високого маку в Англосфері.
- «A(h) kent yer faither» ‘я знав твого батька’ у Шотландії — принизлива фраза, що використовується аби нагадати тим, хто досяг успіху (особливо за межами Шотландії), що вони не кращі за будь-кого іншого[4].
- «Maaiveldcultuur» ‘культура рівня ґрунту’ у Голландії.